# Evandro Teixeira
Evandro Teixeira de Almeida (Irajuba, Bahía; 25 de diciembre de 1935-Río de Janeiro, 4 de noviembre de 2024) fue un fotoperiodista brasileño, conocido por sus registros de la represión de las dictaduras militares en Brasil y en Chile, así como por acontecimientos importantes como la muerte de Pablo Neruda.

## Biografía
Evandro Teixeira nació en Irajuba (estado de Bahía), entonces una pequeña ciudad a 307 kilómetros de Salvador. Su padre, Valdomiro Teixeira, conocido como Vavá, era agricultor, y su madre, Almerinda Teixeira de Almeida, conocida como Nazinha, era ama de casa. 
En 1950 se trasladó a Jequié para continuar con sus estudios, y trabajó en el periódico local Jornal de Jequié, lo que le permitió comprar su primera cámara. Luego se mudó a Ipiaú, donde aprendió fotografía con Teotônio Rocha, primo de Glauber Rocha, y allí trabajó en el Jornal Rio Novo. En 1954 se mudó a Salvador y allí realizó un curso de fotografía por correspondencia con José Medeiros, a través de la revista O Cruzeiro, y trabajó como pasante en el local Diário de Notícias. 
Inició su carrera en fotoperiodismo en 1958, en el diario carioca Diário da Noite. En 1963, ingresó a trabajar en el Jornal do Brasil (JB), donde permaneció durante 47 años, hasta 2010, cuando la edición impresa del periódico dejó de circular.
En 1964 se casó con la profesora Marly Caldas de Almeida, con quien tuvo dos hijas. Ese mismo año se produjo el golpe militar en Brasil: Teixeira logró ingresar al fuerte de Copacabana en la madrugada del 1 de abril, cuando fue tomado por los golpistas, y presenció la llegada al lugar del general Humberto Castelo Branco. Su foto de ese momento apareció en la portada del periódico al día siguiente y se convirtió en un hito en la historia política del país. 
En 1968, cubriendo para el JB, cubrió las manifestaciones del movimiento estudiantil en Río de Janeiro y la represión de la dictadura militar, realizando fotografías que se convertirían en emblemáticas de la lucha por la libertad. Entre ellos, el enfrentamiento entre estudiantes y policías a caballo en el centro de Río, conocido como el «viernes sangriento», y la Marcha de los Cien Mil.
En 1973, cubrió el golpe militar en Chile que derrocó al presidente Salvador Allende y estableció la dictadura del general Augusto Pinochet. También registró los momentos que siguieron a la muerte del poeta Pablo Neruda –fue el único periodista que fotografió a Neruda muerto, todavía en el hospital– y documentó la conmoción en el país. En Santiago, Teixeira participó, junto con otros colegas brasileños, en una visita oficial al Estadio Nacional, sitio de detención de prisioneros políticos y desde donde partían denuncias de violación de los derechos humanos. Teixeira ya conocía el estadio por haber cubierto el Mundial de Fútbol de 1962, por lo que pudo despistar a una comitiva militar y accedió al subsuelo del recinto, donde vio a jóvenes estudiantes apiñados en celdas, apuntados con rifles, con las manos en la cabeza mirando hacia la pared. «Bajé corriendo, con la cámara en la mano, y de repente vi esa reja, con los estudiantes presos, sufriendo, y luego a aquellos otros apoyados en el muro. Todos ellos fueron fusilados», diría años después. Teixeira estuvo unos veinte días en Chile entre septiembre y octubre de 1973 y logró capturar más de 300 fotos, pero solo siete fueron publicadas en el Jornal do Brasil, dada la censura que pesaba en Brasil por su propio gobierno militar.
Las fotografías de Evandro Teixeira forman parte de colecciones de museos como el Museo de Bellas Artes de Zurich, el Museo de Arte Moderno La Tertulia de Colombia; del Masp, en São Paulo, del MAM y del MAR, ambos en Río de Janeiro. Uno de sus libros, Fotoperiodismo, se encuentra en la biblioteca del Centro de Artes George Pompidou de París. En 1994, su currículum fue incluido en la Enciclopedia Suiza de Fotografía, que reúne a los mejores fotógrafos del mundo. Entre los premios recibidos se encuentran los de la UNESCO, Nikon y la Sociedad Interamericana de Prensa.
Evandro Teixeira falleció el 4 de noviembre de 2024 a los 88 años, por complicaciones tras una neumonía.

## Obras
- TEIXEIRA, Evandro (2015). Evandro Teixeira. Retratos do tempo – 50 anos de fotojornalismo. Brasil: Edições de Janeiro. ISBN 978-8567854762.
- TEIXEIRA, Evandro (2008). 1968 Destinos 2008. Passeata dos Cem Mil Capa. Brasil: 7 Letras. ISBN 978-8586599033.
- TEIXEIRA, Evandro (2005). Vou viver: tributo ao poeta Pablo Neruda. Brasil: Textual.
- TEIXEIRA, Evandro (2002). Livro das águas. Brasil: Governo do Estado do Rio Grande do Norte.
- TEIXEIRA, Evandro (1997). Canudos: 100 anos. Brasil: Textual. ISBN 978-8586599019.
- TEIXEIRA, Evandro (1983). Fotojornalismo. Brasil: JB. ISBN 978-8585018016.

## Premios
- 2016 – Premio Brasil Fotografia, en la categoría Especial
- 2010 – Premio de Cultura del Estado de Río de Janeiro
- 1993 – Premio Especial UNESCO en el Concurso Internacional La Familia
- 1991 – Premio del Concurso Internacional Nikon
- 1975 – Premio del Concurso Internacional Nikon
- 1969 – Premio Sociedad Interamericana de Prensa